# Eveteš
Eveteš – wywierzysko w Krasie Słowacko-Węgierskim na Słowacji. Znajduje się na północnym stoku Kotliny Turczańskiej, na wysokości ok. 250 m n.p.m., u podnóży skalnego grzbietu zwanego Soroška, na terenie wsi Hrušov.
Wywierzysko leży u południowych podnóży przełęczy Jablonovské sedlo, uznawanej za granicę między Płaskowyżem Silickim (słow. Silická planina, na zachodzie) i Płaskowyżem Górnego Wierchu (słow. Horný vrch, na wschodzie). Ponieważ jednak odwadnia ono położoną nieco wyżej Jaskinię Hruszowską oraz usytuowaną już na samym Płaskowyżu Górnego Wierchu jaskinię Jablonovská priepasť, zaliczane jest do systemu jaskiniowego właśnie Górnego Wierchu.
Wydajność wywierzyska waha się okresowo w szerokim zakresie, zgodnie z rytmem opróżniania podziemnych zasobów wodnych (maksymalna wynosi ok. 170 l/s).
W przeszłości woda z wywierzyska napędzała młyn wodny. Obecnie jest w części przejmowana przez ujęcie, zasilające stację kompresorową gazociągu w pobliskiej wsi Jablonov nad Turňou. Pozostała część wód spływa w postaci niewielkiego potoku, zasilającego zespół dwóch niewielkich stawów rybnych, znany jako Hrušovské rybníky, po czym uchodzi do rzeki Turňa.